# Helmut Recknagel
Helmut Recknagel   (Steinbach-Hallenberg, 20 de març de 1937) és un saltador d'esquí alemany, ja retirat, que va competir sota bandera de la República Democràtica Alemanya durant les dècades de 1950 i 1960.
El 1960 va prendre part en els Jocs Olímpics d'Hivern de Squaw Valley, on guanyà la medalla d'or en la prova del salt llarg del programa de salt amb esquís. En aquests Jocs fou l'encarregat de dur la bandera alemanya en la cerimònia inaugural dels Jocs. Quatre anys més tard, als Jocs d'Innsbruck, va disputar dues proves del programa de salt amb esquís. Fou sisè en la prova del salt curt i setè en la del salt llarg.
En el seu palmarès també destaquen una medalla d'or i dues de bronze al Campionat del Món, una de bronze el 1958 i una d'or i una de bronze el 1962. També aconseguí tres victòries a la general del Torneig dels Quatre Trampolins, el 1957-58, 1958-59 i 1960-61. El 1960 va rebre la Holmenkollmedaljen, sent el primer no escandiu en rebre-la. El 1962 fou escollit atleta alemany de la RDA de l'any.